# 上原美優
上原 美優 （うえはら みゆ、1987年5月2日—2011年5月12日），本名藤崎睦美（ふじさき むつみ），是日本寫真偶像及電視主持人，她取得了聲望成為「貧窮偶像」。生前曾經是Platinum Production旗下的女藝人。

## 生涯
上原美優於1987年出生在日本鹿兒島縣熊毛郡中種子町（今日的種子島），上有10名兄姊。她其後遷移到東京工作，她18歲時候在上野當酒店小姐，到了19歲後當賽車女郎而踏入演藝圈。在演藝圈曾打著「貧窮偶像」的形象。

## 死亡
上原美優於2011年5月12日早上，被發現在東京都目黑區的住家上吊身亡，終年24歲。

## 主要作品

### 電影
- 《小雙俠》（2009年）[8]

### 書籍
- １０人兄弟貧乏アイドル☆私、イケナイ少女だったんでしょうか？（2009年5月, Poplar; ISBN 978-4-591-10965-6）[9]

## 關連項目
- 日本自殺人物列表

## 外部連結
- Platinum Production網站內的上原美優官方網站 （日語）
- 上原美優官方部落格 （日語）
- 上原美優写真[永久] （日語）